# Solarolo
Solarolo – miejscowość i gmina we Włoszech, w regionie Emilia-Romania, w prowincji Rawenna.
Według danych na rok 2004 gminę zamieszkiwały 4212 osoby, 162 os./km². Z miejscowości Solarolo pochodzi włoska wokalistka Laura Pausini.